# Многосторонняя программа интероперабельности
Многосторонняя программа интероперабельности (англ. Multilateral Interoperability Programme, MIP) — программа технологического сотрудничества вооружённых сил, созданная на уровне национальных разработчиков информационных систем управления и контроля войсками (англ. Command and Control Information Systems, C2IS) с целью достижения интероперабельности национальных систем категории C2IS. Представляет собой консорциум из 29 стран, как входящих, так и не входящих в НАТО. При этом MIP не уполномочен вырабатывать политику развития систем C2IS для отдельных стран-участниц.
В настоящее время участниками программы являются: Австралия, Австрия, Бельгия, Канада, Хорватия, Чешская Республика, Дания, Эстония, Финляндия, Франция, Германия, Греция, Италия, Литва, Нидерланды, Новая Зеландия, Норвегия, Польша, Португалия, Румыния, Словацкая Республика, Словения, Южная Африка, Испания, Швеция, Швейцария, Турция, Великобритания, США и командование ОВС НАТО по трансформации (ACT). Встречи представителей MIP проводятся в Грединге, Германия.
Миссия MIP определяется как дальнейшее развитие и совершенствование интерфейсов информационных систем управления и контроля войсками для оптимизации взаимодействия между национальными системами C2IS.
Первоначально сферой интересов MIP была совместимость решений для ведения сетецентрических боевых действий сухопутных войск, впоследствии сотрудничество было распространено на системы C2IS военно-морских и военно-воздушных сил.
Администрация НАТО по обмену данными сотрудничает с Рабочей группой по моделированию данных (англ. Data Modeling Working Group, DMWG) MIP в сфере разработки JC3IEDM (Объединённой модели данных по обмену информацией для управления, контроля и консультирования).
Предшественник JC3IEDM, Модель данных информационного обмена управления и контроля (англ. Command and Control Information Exchange Data Model, C2IEDM) — это модель  данных, которая находится в ведении администрации MIP. Эта модель разработана с участием экспертов из различных стран-партнеров НАТО из Партнерства ради мира и представлена известному консорциуму в области разработки интероперабельных приложений Object Management Group для рассмотрения в качестве стандарта для обмена информацией.
Разрабатываемая MIP Объединённая модель данных по обмену информацией для управления, контроля и консультирования (англ. Joint Command, Control and Consultation Information Exchnage Data Model, JC3IEDM) является в первую очередь моделью данных для обмена информацией и может служить в качестве согласованной основы для других механизмов обмена информацией, как, например, форматы сообщений, которые в настоящее время не имеют единой информационной структуры. JC3IEDM предназначена для представления основных данных в нескольких функциональных направлениях. С этой целью в ней установлен единый подход для описания информации, которой предполагается обмениваться с внешними органами контроля и управления. JC3IEDM недавно была обновлена и теперь включает данные о самодельных взрывных устройствах и иррегулярных формированиях.